# スズキ・GS750
GS750は、スズキが製造・販売したオートバイである。

## 概要
GS750は、スズキとして1955年の「コレダCOX-1」以来の4サイクルモデルとして、1976年11月に発売された。
GS750は、カワサキZ750fourに次ぐ2番手の4気筒DOHCを搭載モデルで、出力は2ps低いものの、トルク値では0.3kg-m高い性能であった。また、重量では、Z750（1977年）の245kgに比べて22kgも軽い223kgで、コントロールし易いナナハンとして人気を得た。
1978年4月には、GS750Ⅱとなり、ブレーキ系をトリプル・ディスクにグレードアップ。フロントに244ｍｍφのダブル・ローター＋フローティング・キャリパー、リアにはφ255ｍｍ＋対抗ピストン・キャリパーのトリプルディスクを採用した。また、キャブレターのセッティングを加速重視に変更し、足回りも強化した。
1978年7月には、名称をGS750Ｅに改称。星型のキャスト・ホイールを装備し、同年12月には最終型となるGS750EⅡが発売された。
派生車種として、1979年に、シャフトドライブ機構を搭載したスポーツ・ツアラーGS750Gが発売。1981年にはGS750GをベースにしたアメリカンのGS750GLが発売された。

## 参考資料

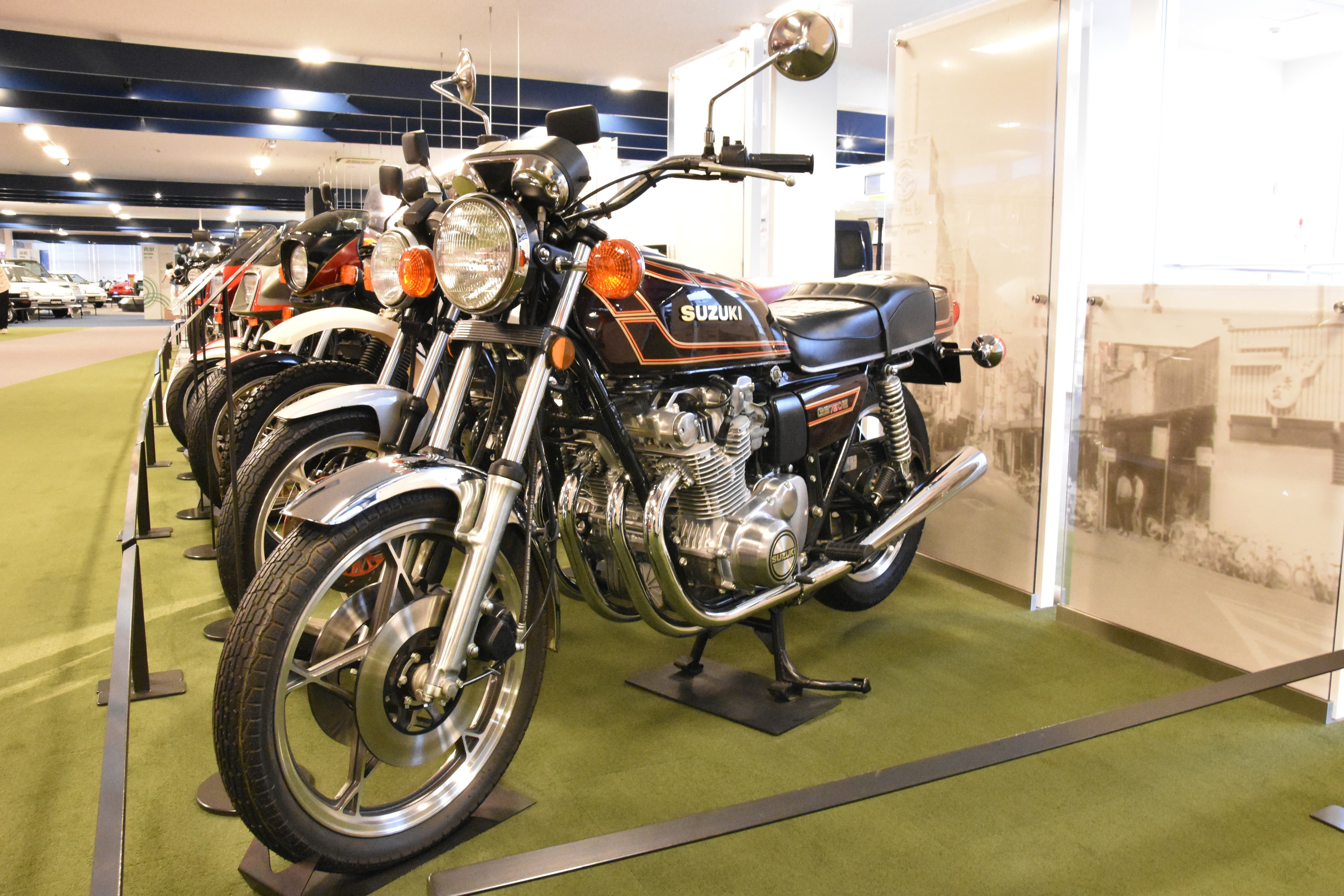
GS750E (スズキ歴史館展示車両)

- 『20世紀のアイアンホース達』大洋図書〈ミリオンムック〉、2000年1月5日、251、265、270、273頁。ISBN 4-8130-0150-5。